# Adam Gase
Adam Joseph Gase (født 29. marts 1978) er en tidligere amerikansk fodboldtræner. Efter tidligere at have været ansat som cheftræner for Miami Dolphins og New York Jets, er Gase nu ansat som tight end assistant coach for et high school i North Dakota.
Gase opnåede i sin tid som cheftræner for New York Jets 9 sejre og 23 nederlag.